# Louise Lafortune
Louise Lafortune, né le 24 mai 1951, est une consultante, professeure, chercheuse et accompagnatrice québécoise.

## Biographie
Louise Lafortune est professeure émérite de l'Université du Québec à Trois-Rivières, au sein du département des sciences de l'éducation. Elle est professeure invitée de l’Université de Holguín à Cuba et coresponsable d’un accord de coopération depuis 2017 entre cette université et l’Université du Québec à Trois-Rivières.
Elle est détentrice d'un doctorat en science de l'éducation de l'Université du Québec à Montréal abordant l'enseignement et l'apprentissage des mathématiques, portant particulièrement sur la dimension affective en mathématiques, obtenu en 1992.
Elle est auteure de près de 90 ouvrages ainsi que de plus de 200 articles scientifiques et de transfert de connaissances et de chapitres de livres.
Les ouvrages et articles qu'elle a publiés abordent les thématiques liées aux femmes en mathématiques, sciences et technologies, à la métacognition et l'affectivité dans l'apprentissage, à la pédagogie interculturelle et équitable, la philosophie pour enfant adaptée aux mathématiques, l'accompagnement du changement, la réflexivité et le développement des compétences, à la situation des femmes en STIM (sciences, technologies, ingénierie et mathématiques) et à la situation des femmes en ingénierie au Québec. Ses dernières publications abordent les femmes en situation professionnelle et des perspectives sociopédagogiques pour l'équité des femmes Cuba-Québec (publiés en français et en espagnol).
Louise Lafortune a étudié notamment la mathophobie et les questions liées à l'anxiété à l'égard des mathématiques et suppose que si des jeunes et adultes réussissent dans plusieurs domaines, ces personnes ont la capacité de réussir en mathématiques.
Elle est fondatrice du Mouvement international pour les femmes et l'enseignement des mathématiques (MOIFEM) ayant existé de 1986 à 2003. Elle est membre du comité fondateur de l'Association de la francophonie à propos des femmes en sciences, technologies, ingénierie et mathématiques (AFFESTIM) fondé en 2003 et participe au conseil d'administration en tant que vice-présidente aux projets, directrice et représentante des membres individuelles depuis ce temps. Elle est aussi membre chercheuse du Réseau Québécois en Études Féministes (RéQEF) depuis sa fondation et de l'Institut de recherche et d'études féministes (IREF) depuis 1992. Elle s’est engagée dans un accompagnement-formation au sein  Relais-Femmes avec lequel elle publie en 2015 l'ouvrage Accompagnement d'une pratique réflexive-interactive féministe et en 2019 un article pour la revue Recherches féministes intitulés : La pédagogie féministe intersectionnelle socioconstructiviste de Relais-femmes dans son travail d’accompagnement-formation : des compétences à développer.
En 2007 et 2008, Louise Lafortune est aussi porte-parole du Réseau pour l'avancement de l'éducation au Québec (RAEQ), organisme comptant 100 membres  et qui affirme médiatiquement son appui au renouveau pédagogique ainsi qu'à la réforme de l'éducation. En 2009, elle continue à prendre position en ce sens en tant que professeure à l'Université du Québec à Trois-Rivières en affirmant que le Québec gagnerait à s'inspirer du système d'éducation finlandais.
En 2011, Louise Lafortune est porte-parole du manifeste pour une école compétente, dans lequel une trentaine de chercheures et chercheurs issus de 12 universités tant francophones qu'anglophones affirment la nécessite de faire de l'éducation une priorité tout en la maintenant créative et innovante. Le manifeste prend aussi position en faveur de la réforme du système scolaire québécois et se pose en défenseur des avancées scientifiques et technologiques de celle-ci.
Depuis 2017, chaque année, la bourse Louise-Michel-Lafortune est décernée par la fondation de l’Université du Québec à Trois-Rivières pour une étudiante de la maîtrise ou du doctorat dans un domaine de l’éducation ou des sciences pour souligner un engagement social,.
En 2022, Louise Lafortune avec 41 autres personnes est auteure du Manifeste à propos des femmes en STIM .
En 2022, elle finalise un projet subventionné par le Ministère des relations internationales et de la francophonie du Québec (MRIF) avec la publication de Femmes en situations professionnelles : expériences cubaines et canadiennes  (versions française et espagnole).
En 2024, elle réalise un projet avec le Colab (Innovation sociale et culture numérique) avec la publication de Une approche d'équité sociopédagogique sensible à L'EDI (équité, diversité, inclusion) pour intéresser les filles et les garçons à s'orienter en STIM (sciences, technologies, ingénierie, mathématiques) .
En 2024, elle termine un projet de recherche subventionné par la CPMT (Commission des partenaires du marché du travail) avec la publication de : Quelle est la situation des femmes en ingénierie au Québec : Plaisirs, défis et solutions (versions française, anglaise et espagnole) .
En 2024, elle termine la codirection d’un projet d’ouvrage collectif réalisé au sein du ReQEF avec le chantier portant sur les recherches partenariales : La coconstruction dans la recherche partenariale : perspectives féministes .
En 2024, elle termine un projet subventionné par le MRIF (ministère des Relations internationales et de la Francophonie) du Québec et par les Fonds de recherche du Québec (FRQ) avec un ouvrage publié en français et en espagnol : Perspectives sociopédagogiques pour l'équité des femmes Cuba-Québec: Réflexions collectives vers des changements .
Louise Lafortune est membre du comité organisateur du congrès de WEFLA-SECAN (apprentissage des langues et séminaire des études canadiennes) à Cuba .

### De l’éducation à la santé
- L’accompagnement et l’évaluation de la réflexivité en santé: Des applications en éducation et en formation, Québec, Presses de l’Université du Québec, 2015.
- Une démarche réflexive pour la formation en santé: Un accompagnement socioconstructiviste, Québec, Presses de l’Université du Québec, 2012.
- Des stratégies réflexives-interactives pour le développement de compétences: La formation en éducation et en santé, Québec, Presses de l’Université du Québec, 2012.
- D. Curchod, P.-A. Doudin, L. Lafortune et N. Lafranchise (dir.), La santé psychosociale des élèves, Québec, Presses de l’Université du Québec, 2011.
- D. Curchod, P.-A. Doudin, L. Lafortune et N. Lafranchise (dir.), La santé psychosociale des enseignants et des enseignantes, Québec, Presses de l’Université du Québec, 2011.

### Changements, innovations et dimension affective en éducation
- Lafortune, L., V. Páez Pérez y M. Gazaille (dir,). Competencias y aprendizaje de lenguas en Cuba: perspectivas de acompañamiento y formación, Ottawa, Mapalé, 2019
- M. Saint-Jean, N. Lafranchise, C. Lepage et L. Lafortune (dir.), Regards croisés sur la rétroaction et le debriefing: Accompagner, former et professionnaliser, Québec, Presses de l’Université du Québec, 2017.
- M. Saint-Jean, L. Lafortune (coord.), L’accompagnement du changement en formation, Toulouse, Presses universitaires du Mirail, 2014.
- M. Morisse, L. Lafortune (dir.), L’écriture réflexive, Québec, Presses de l’Université du Québec, 2014.
- C. Fiorilli, P.-A. Doudin, L. Lafortune et O. Albanese, Conceptions de l’intelligence et pratiques enseignantes, Québec, Presses de l’Université du Québec, 2013.
- P. Curchod, P.-A. Doudin et L. Lafortune (dir.), Les transitions à l’école, Québec, Presses de l’Université du Québec, 2012.
- M. Morisse, L. Lafortune et F. Cros (dir.), Se professionnaliser par l’écriture, Québec, Presses de l’Université du Québec, 2011.
- L. Lafortune et al., Manifeste pour une école compétente, Québec, Presses de l’Université du Québec, 2011.
- L. Bélair, C. Lebel, N. Sorin, A. Roy et L. Lafortune (dir.), Régulation et évaluation des compétences en enseignement: Vers la professionnalisation, Québec, Presses de l’Université du Québec, 2010.
- L. Lafortune, S. Fréchette, N. Sorin, P.-A. Doudin et O. Albanese(dir.), Approches affectives, métacognitives et cognitives de la compréhension, Québec, Presses de l’Université du Québec, 2010. (traduction en italien en cours)
- F. Cros, F. Lafortune, M. Morisse (dir.), Écritures en situations professionnelles, Québec, Presses de l’Université du Québec, 2009.
- B. Gendron, L. Lafortune (dir.), Leadership et compétences émotionnelles: Dans l’accompagnement au changement, Québec, Presses de l’Université du Québec, 2009.
- Lafortune, L. with C. Lepage, F. Persechino, K. Belanger and A. Aitken. Professional Accompaniement Model for Change. For innovative leadership, Québec, Presses de l’Université du Québec, 2009.
- Lafortune, L. with C. Lepage, F. Persechino and A. Aitken. Professional Competencies for Accompanying change. A frame of reference, Québec, Presses de l’Université du Québec, 2009.
- Lafortune, L. with C. Lepage and A. Aitken. Guide for Accompanying Change, Québec, Presses de l’Université du Québec, 2009.
- L. Lafortune, S. Ouellet, C. Lebel, et D. Martin (dir.), Réfléchir pour évaluer des compétences professionnelles en formation à l’enseignement, Québec, Presses de l’Université du Québec, 2008.
- L. Lafortune et L. Allal, Le jugement professionnel en évaluation: Des pratiques enseignantes au Québec et à Genève, Québec, Presses de l’Université du Québec, 2008.
- L. Lafortune avec la collaboration de C. Lepage, F. Persechino et K. Bélanger, Un modèle d’accompagnement professionnel d’un changement : Pour un leadership novateur, Québec, Presses de l’Université du Québec, 2008. (traduit en anglais en 2009)
- L. Lafortune avec la collaboration de C. Lepage, F. Persechino, Des compétences professionnelles pour l’accompagnement d’un changement: Un référentiel, Québec, Presses de l’Université du Québec, 2008. (traduit en anglais en 2009)
- L. Lafortune avec la collaboration de C. Lepage, Guide pour l’accompagnement professionnel d’un changement, Québec, Presses de l’Université du Québec, 2008. (traduit en anglais en 2009)
- L. Lafortune, M. Ettayebi et P. Jonnaert (dir.), Observer les réformes en éducation. Québec, Presses de l’Université du Québec, 2007.
- J. Loiselle, L. Lafortune et N. Rouseau (dir.), L’innovation en formation à l’enseignement: Pistes de réflexion et d’action, Québec, Presses de l’Université du Québec, 2006.
- P.-A. Doudin et L. Lafortune (dir.), Intervenir auprès d’élèves ayant des besoins particuliers: Quelle formation à l’enseignement?, Québec, Presses de l’université du Québec, 2006.
- L. Lafortune, M.-F. Daniel, P.-A. Doudin, F. Pons et O. Albanese (dir.), Pédagogie et psychologie des émotions: Vers la compétence émotionnelle, Québec, Presses de l’Université du Québec, 2005. (traduit en anglais et en italien en 2006)
- Albanese, O., L. Lafortune, M.-F. Daniel, P.-A. Doudin et F. Pons (dir.) (2006). Competenza emotiva tra psicologica ed educazione, Milan, FrancoAngeli , 2006.
- Pons, F., M.-F. Daniel, L. Lafortune, P.-A. Doudin et O. Albanese (dir.). Toward Emotional Competences, Aalborg (Danemark), Aalborg University Press, 2006.
- Pons, F., D. Hancock, L. Lafortune, et P.-A. Doudin, (dir.). Emotions in learning, Aalborg, Aalborg University Press, 2005.
- Lafortune, L., P.-A. Doudin, F. Pons et D. R. Dawson (dir.). Le emozioni a scuola. Riconoscerle, comprenderle, e intervenire efficacemente, Trento, Erickson.
- L. Lafortune, P.-A. Doudin, F. Pons et D. Hancock (dir.), Les émotions à l’école, Québec, Presses de l’Université du Québec, 2004. (traduit en anglais en 2005 et en italien en 2012)
- L Lafortune, avec la collaboration de S. Cyr et B. Massé et la participation de G. Milot et K. Benoît, Travailler en équipe-cycle: Entre collègues d’une école, Québec, Presses de l’Université du Québec, 2004.
- (dir.) Le questionnement en équipe-cycle: Questionnaires, entretiens et journaux de réflexion, Québec, Presses de l’Université du Québec, 2004.
- R. Pallascio, M.-F. Daniel et L. Lafortune (dir.), Pensée et réflexivité, Sainte-Foy, Presses de l’Université du Québec, 2004.
- L. Lafortune et P. Mongeau (dir.), L’affectivité dans l’apprentissage, Sainte-Foy, Presses de l’Université du Québec, 2002.
- Lafortune, L. et L. St-Pierre. A afectividade e a metacogniçao na sala de aula, Lisbonne, Horizontes Pedagogicos, 2002.
- L. Lafortune, C. Deaudelin, P.-A. Doudin et D. Martin (dir.), La formation continue: De la réflexion à l’action, Québec, Presses de l’Université du Québec, 2001.
- L. Lafortune et C. Deaudelin, Accompagnement socioconstructiviste: Pour s’approprier une réforme en éducation, Québec, Presses de l’Université du Québec, 2001.
- L. Lafortune, É. Gaudet, Une pédagogie interculturelle pour une éducation à la citoyenneté, Montréal, ERPI, 2000.
- L. Lafortune, S. Jacob et D. Hébert, Pour guider la métacognition, Québec, Presses de l’Université du Québec, 2000.
- R. Pallascio, L. Lafortune (dir.), Pour une pensée réflexive en éducation, Québec, Presses de l’Université du Québec, 2000.
- L. Lafortune, P. Mongeau et R. Pallascio (dir.), Métacognition et compétences réflexives, Montréal, Les Éditions Logiques, 1998.
- Lafortune, L. et L. St-Pierre. Affectivité et métacognition dans la classe : Des idées et des applications concrètes pour l’enseignant, Bruxelles, De Boeck, 1998. Version européenne du livre de 1996.
- É. Gadet, L. Lafortune en collaboration avec C. Potvin, Pour une pédagogie interculturelle: Des stratégies d'enseignement, Montréal, ERPI, 1997.
- L. Lafortune et L. St-Pierre, L’affectivité et la métacognition dans la classe, Montréal, Les Éditions Logiques, 1996. (traduit en version européenne la même année et en portugais en 2002)
- L. Lafortune et L. St-Pierre, Les processus mentaux et les émotions dans l'apprentissage, Montréal, Les Éditions Logiques, 1994.

### Situation des femmes, particulièrement en STIM, (Sciences, Technologies, Ingénierie et Mathématiques)
- Louise Lafortune, Vilma Páez Pérez, Marie-Cécile Guillot, Maribexy Calcerrada, Marlène Clisson, Leidiedis Gongora, Noëlle Sorin,Yaquelin Cruz, Elianis Páez Concepción et Rosabel Medina (dir.) (2024). Perspectives sociopédagogiques pour l'équité des femmes Cuba-Québec: Réflexions collectives vers des changements. Éditions JFD.
- Louise Lafortune, Vilma Páez Pérez, Marie-Cécile Guillot, Maribexy Calcerrada, Marlène Clisson, Leidiedis Gongora, Noëlle Sorin,Yaquelin Cruz, Elianis Páez Concepción y Rosabel Medina (dir.) (2024). Perspectivas sociopedagogicas para la equidad de las mujeres Cuba-Quebec: reflexiones colectivas para el cambio. Éditions JFD.
- Louise Lafortune et Diane Gagné avec la collaboration de Marie Eva Andriantsara, Jessica Bélisle, Cristina Guzman, Jessie Morin, Jennifer Petrela, Morgane Vandel (2024). Quelle est la situation des femmes en ingénierie au Québec : Plaisirs, défis et solutions. Éditions JFD.
- Gervais, Myram. et Lafortune, Louise (dir.) (2024). La coconstruction dans la recherche partenariale : perspectives féministes. Éditions JFD.
- Lafortune, L., V Paez Pérez, N. Sorin, M.- C. Guillot, É Nadié-Ross et M Calcerrada Gutiérrez (dir.) (2022). Femmes en situations professionnelles : expériences cubaines et canadiennes, Montréal, Éditions JFD.
- Lafortune, L., V Paez Pérez, N. Sorin, M.- C. Guillot, É Nadié-Ross et M Calcerrada Gutiérrez (dir.) (2022). Mujeres en situaciones profesionales: experiencias cubanas y canadienses, Montréal, Éditions JFD.
- Lafortune, L., A. Groleau et C. Deschênes et 39 autres auteures (2022). Manifeste à propos des femmes en STIM : 50 textes positifs et percutants, Montréal, Éditions JFD.
- Lafortune, L., A. Groleau et C. Deschênes and 39 other authors (2022). Manifesto about women in STEM:50 positive and impactful texts, Montréal, Éditions JFD.
- Lafortune, L., A. Groleau et C. Deschênes y 39 otras autoras (2022). Manifiesto sobre mujeres en CTIM : 50 testos positivos y wmpoderantes, Montréal, Éditions JFD.
- Lafortune, L., V. Páez Pérez y A. Roy (dir.). Enfoque de género para lograr más equidad, Ottawa, Mapalé, 2019.
- · Lafortune, L., L. Gervais, B. Lacharité, J. Maheu, A. St-Cerny, N. Guberman, D. Coenga-Oliveira et P. Anctil Avoine (2018). « La pédagogie féministe intersectionnelle socioconstructiviste de Relais-femmes dans son travail d’accompagnement-formation : des compétences à développer », Recherche féministe, vol.31, no 1, p. 45-64 8
- L. Lafortune et al., Accompagnement-formation d’une pratique réflexive-interactive féministe: le cas de Relais-Femmes, Québec, Presses de l’Université du Québec, 2015
- A. Roy, D. Mujawamariya, L. Lafortune (dir.), Des actions pédagogiques pour guides des filles et des femmes en STIM (sciences, technos, ingénierie et maths), Québec, Presses de l’Université du Québec, 2014.
- J. d’A. Gadet et L. Lafortune  (dir.), Les grands enjeux des femmes pour le développement durable, Québec, Presses de l’Université du Québec, 2010.
- L. Lafortune, C. Deschênes, M.-C. Williamson et P. Provencher (dir.), Le leadership des femmes en STIM: Sciences, Technologies, Ingénierie et Mathématiques, Québec, Presses de l’Université du Québec, 2008.
- L. Lafortune et C. Solar (dir.), Femmes et maths, sciences et technos, Québec, Presses de l’Université du Québec, 2003.
- C. Solar et L. Lafortune (dir.), Des mathématiques autrement, Montréal, Remue-Ménage, 1994.
- L. Lafortune, H. Kayler et coll., Les femmes font des maths, Montréal, Remue-Ménage, 1992
- (dir.), Quelles différences? Les femmes et l'enseignement des mathématiques, Montréal, Remue-Ménage, 1989.
- (dir.), Femmes et mathématique, Montréal, Remue-Ménage, 1986.

### Mathématiques et dimension affective, mathophobie
- Lafortune, Louise avec la collaboration de Josée Gauthier, Valérie Godin-Tremblay, Hassi Guiberou, Emma Maltais, Imène Benkalai, Massiva Roudjane, et la participation de Sonia Bouchard, Nathalie Lavoie, Carine Simard, Anne-Marie Bérubé et Maxime Boivin (2024). Une approche d'équité sociopédagogique sensible à L'EDI (équité, diversité, inclusion) pour intéresser les filles et les garçons à s'orienter en STIM (sciences, technologies, ingénierie, mathématiques). Éditions JFD.
- L. Lafortune, C. Deaudelin, P.-A. Doudin et D. Martin (dir.), Conceptions, croyances et représentations en maths, sciences et technos, Sainte-Foy, Presses de l’Université du Québec, 2003.
- L. Lafortune, N. Massé, avec la collaboration de S. lafortune, Chères mathématiques: des stratégies pour favoriser l’expression des émotions en mathématiques, Québec, Presses de l’Université du Québec, 2002.
- Lafortune, L.. Dimension affective en mathématiques, Bruxelles, De Boeck, 1997. Version européenne du livre de 1992.
- M.-F. Daniel, L. Lafortune, R. Pallascio et P. Skyes, Les aventures mathématiques de Mathilde et David: Roman philosophico-mathématique et scientifique, Québec, Le Loup de gouttière, 1996.
- M.-F. Daniel, L. Lafortune, R. Pallascio et P. Skyes, Philosopher sur les mathématiques et les sciences, Québec, Le Loup de gouttière, 1996.
- M.-F. Daniel, L. Lafortune, R. Pallascio et P. Skyes, Rencontre avec le monde des sciences: Roman philosophico-mathématique et scientifique, Québec, Le Loup de gouttière, 1996.
- L. Lafortune et L. St-Pierre, La pensée et les émotions en mathématiques: Métacognition et affectivité, Montréal, Les Éditions Logiques, 1994.
- Dimension affective en mathématiques, Montréal, Modulo, 1992. (Version européenne parue en 1997)

### Manuels de mathématiques et mathophilie
- en collaboration avec B. Massé, Mathématique 536: Tome 1, Montréal, Guérin, 1998.
- en collaboration avec B. Massé, Mathématique 536: Tome 2, Montréal, Guérin, 1998.
- en collaboration avec B. Massé et I. Constantineau, Mathématique 514: Tome 2, Montréal, Guérin, 1998.
- en collaboration avec I. Constantineau, Mathématique 514: Tome 1, Montréal, Guérin, 1997.
- en collaboration avec L. Sanscartier, Mathématique 416: Tome 1, Montréal, Guérin, 1997.
- en collaboration avec B. Massé et A. Chagon, Mathématique 436: Tome 1, Montréal, Guérin, 1997.
- en collaboration avec B. Massé, S. Amideneau et F. Robitaille, Mathématique 436: Tome 2, Montréal, Guérin, 1997.
- en collaboration avec B. Massé, S. Amideneau et F. Robitaille et L. Sanscartier, Mathématique 416: Tome 2, Montréal, Guérin, 1997.
- Huit guides d’enseignement pour Mathophilie dont Louise Lafortune est autrice avec des personnes collaboratrices, Montréal, Guérin.

## Prix et reconnaissance
- Certificat de mérite en reconnaissance de la contribution à la promotion de la recherche sur les femmes en sciences, technologies, ingénierie et mathématiques lors du colloque « État de la recherche sur les femmes en STIM au Canada » de l’AFFESTIM (Association de la francophonie à propos des femmes en sciences, technologies, ingénierie et mathématiques). Ottawa, ACFAS, 2009.
- Prix d’excellence en recherche, catégorie sciences humaines. UQTR, 2005.
- Prix Abel-Gauthier, 1998. Décerné par l'Association mathématique du Québec pour la contribution à l'avancement des mathématiques, à l'enseignement et à l'apprentissage de cette discipline.
- Lauréate comme Femme de Mérite, 1995. Avec Hélène Kayler, Claudie Solar, Madeleine Barrette, Renée Caron dans la catégorie Science et technologie en reconnaissance des réalisations et de la participation aux activités de MOIFEM et de l'engagement social et de l'importante contribution à l'avancement de la situation des femmes de la grande région de Montréal.
- Prix du Ministre, 1994. Ministère de l'Éducation, Québec, dans la catégorie « Recherche pédagogique » pour les ouvrages La pensée et les émotions en mathématiques et Les processus mentaux et les émotions dans l'apprentissage (Lafortune, St-Pierre, 1994).
- Prix de la Ministre, 1992. Ministère de l'Enseignement supérieur et de la Science, Québec, dans la catégorie « Recherche pédagogique » pour l'ouvrage Dimension affective en mathématiques[26].